# 리차드 허드

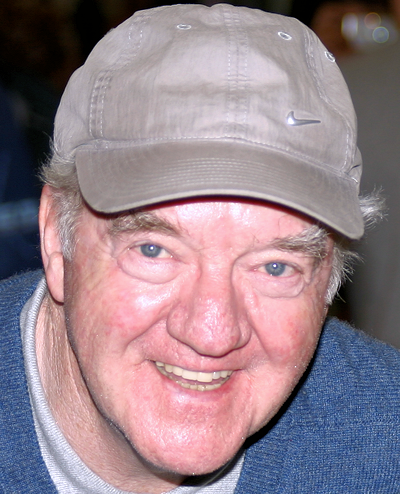

리처드 허드(Richard Herd, 1932년 9월 26일 ~ 2020년 5월 26일)는 미국의 배우, 성우이다.
보스턴에서 태어났으며 로스앤젤레스에서 사망하였다. 사인은 암이다.

## 출연 작품

### 영화
- 뉴욕의 헤라클레스 (1970)
- 모두가 대통령의 사람들 (1976)
- 투쟁의 날들 (1978)
- 차이나 신드롬 (1979)
- 벤자민 일등병 (1980)
- 세기의 거래 (1983)
- 트랜서 (1984)
- 자동차 대소동 (1987)
- 스키터 (1993)
- 말뚝상사 빌코 (1996)
- 미드나잇 가든 (1997)
- 이집트 왕자 2: 요셉 이야기 (2000) - 애니메이션
- 겟 아웃 (2017)
- 라스트 미션 (2018)

### 텔레비전
- V (1983)
- V The Final Battle (1984)
- 광속인간 샘 (1991, 1993)
- 해저 군단 (1993-94)
- 사인펠드 (1995-98)
- 스타 트렉: 보이저 (1999-2001)

### 비디오 게임
- 폴아웃: 뉴 베가스 (2010)